# Marsili
Il Marsili è un vulcano sottomarino localizzato nel Tirreno meridionale e appartenente all'arco insulare Eoliano. Si trova a circa 140 km a nord della Sicilia e a circa 150 km a ovest della Calabria ed è il più esteso vulcano d'Europa.
È stato indicato come potenzialmente pericoloso, perché potrebbe innescare un maremoto che interesserebbe le coste tirreniche meridionali.

## Morfologia
Scoperto negli anni venti del XX secolo e battezzato in onore dello scienziato italiano Luigi Ferdinando Marsili, questo vulcano sottomarino è stato studiato a partire dal 2005 nell'ambito di progetti strategici del CNR per mezzo di un sistema sonar multifascio e di reti integrate di monitoraggio per osservazioni oceaniche. Con i suoi 70 km di lunghezza e 30 km di larghezza (pari a 2100 chilometri quadrati di superficie) il Marsili rappresenta uno dei vulcani più estesi d'Europa. Il monte si eleva per circa 3000 metri dal fondo marino, raggiungendo con la sommità la quota di circa 450 metri al di sotto della superficie del mar Tirreno.

## Bacino del Marsili
L'area batiale costituita dal bacino del Marsili è caratterizzata da un basamento a crosta oceanica (o pseudooceanica) con uno spessore crostale ridotto a soli 10 km, analogo a quello dell'area batiale dell'adiacente bacino del Vavilov, sito a occidente del Marsili. La presenza di una crosta sottile è tipica del vulcanismo di retro-arco, dove predominano le rocce tholeiitiche. I bacini di Marsili e Vavilov sono divisi da una soglia batimetrica con direzione Nord-Sud e spessore crostale di 15 km, quindi più elevato. Il bacino del Marsili è il settore oceanizzato più recente (2 Ma) del bacino di retro-arco del Mar Tirreno, ancora immaturo, e il monte sottomarino Marsili, che ne occupa la parte assiale, costituisce l'unico elemento significativo, dal punto di vista topografico, della piana abissale. Secondo l'interpretazione di Marani, il vulcano sottomarino Marsili è un centro di espansione dilatato del bacino Marsili. Nel bacino del Marsili, ma anche del Vavilov, a circa 80 metri di profondità sono stati trovati grandi giacimenti di depositi di rame, ferro, piombo, zinco e manganese che in un prossimo futuro potrebbero essere sfruttati economicamente.

## Rischi potenziali
I fenomeni vulcanici sul monte Marsili sono tuttora attivi e sui fianchi si stanno sviluppando numerosi apparati vulcanici satellitari. I magmi del Marsili sono simili per composizione a quelli rilevati nell'arco Eoliano, la cui attività vulcanica è attribuita alla subduzione di antica crosta Tetidea (subduzione Ionica). Si stima che l'età d'inizio dell'attività vulcanica del Marsili sia inferiore a 200.000 anni. Sono state inoltre rilevate tracce di collassi di materiale dai fianchi di alcuni dei vulcani sottomarini i quali potrebbero aver causato maremoti nelle regioni costiere tirreniche dell'Italia meridionale.
Assieme al Magnaghi, al Vavilov e al Palinuro, il Marsili è inserito fra i vulcani sottomarini pericolosi del mar Tirreno. Mostra, come già avvenuto per il Vavilov, il rischio di un esteso collasso in un unico evento di un crinale del monte. Inoltre, rilievi idrogeologici fatti in acque profonde indicano l'attività geotermica del Marsili insieme a quella di:
Enareta, Eolo, Sisifo, la Secca del Capo e altre fonti idrotermali profonde del Tirreno meridionale.
Nel febbraio 2010 la nave oceanografica Urania, del CNR, ha iniziato una campagna di studi sul vulcano sommerso. Sono stati rilevati rischi di crolli potenzialmente pericolosi che testimoniano una notevole instabilità. Una regione significativamente grande della sommità del Marsili risulta inoltre costituita da rocce di bassa densità, fortemente indebolite da fenomeni di alterazione idrotermale; cosa che farebbe prevedere un evento di collasso di grandi dimensioni.
Il sismologo Enzo Boschi, ex presidente dell'Istituto Nazionale di Geofisica e Vulcanologia (INGV), ha dichiarato:
Scrive il giornalista Giovanni Caprara sul Corriere della Sera, del 29 marzo 2010, intervistando Enzo Boschi:
L'effettiva probabilità di un collasso tale da innescare un maremoto non è però ancora chiara.

## Tirreno Meridionale 1 e Marsili 1
La zona è sottoposta a un permesso di ricerca per fluidi geotermici denominato Tirreno Meridionale 1. In questo ambito è stato presentato un progetto di realizzazione di un pozzo geotermico esplorativo a mare, denominato Marsili 1, per il quale il 15 maggio 2015 la Direzione Generale per le Valutazioni e le Autorizzazioni Ambientali del Ministero dell'Ambiente e della Tutela del Territorio e del Mare ha disposto una valutazione di impatto ambientale.

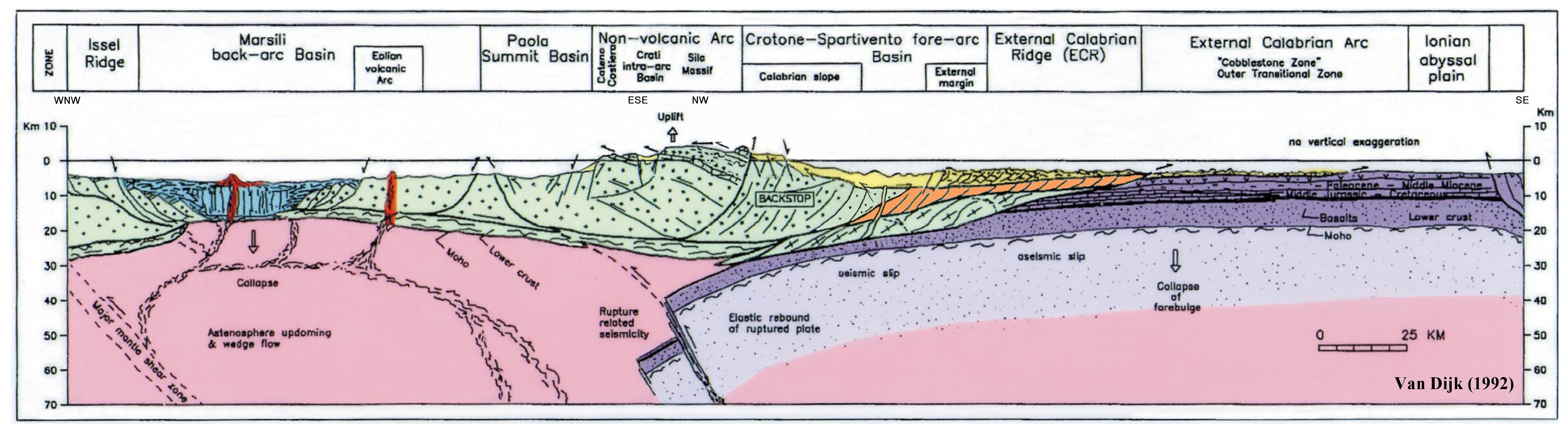
Sezione geologica, geotettonica e strutturale del sistema di subduzione del Mediterraneaneo centrale.